# 旅物語
旅物語（たびものがたり）は、1990年4月10日から1991年3月まで毎日放送（MBSテレビ）で放送された関西ローカルの旅番組。浜村淳の語りで近畿地方の名所を案内する内容だった。
この番組は基本的には関西ローカルだが、RKB毎日放送ほか一部のJNN系列局にも番販扱いでネットされた。